# Leptotes lybas
Leptotes lybas is een vlinder uit de familie van de Lycaenidae. De wetenschappelijke naam van de soort is voor het eerst geldig gepubliceerd in 1824 door Godart.